# Antoine de Lhoyer
Antoine de Lhoyer (* 6. September 1768 in Clermont-Ferrand; † 15. März 1852 in Paris) war ein französischer Komponist und Gitarrist der Frühromantik.
Antoine de Lhoyer entstammte einer dem Landadel angehörigen Familie aus der Auvergne. Zu seinen wichtigsten Lehrern gehörte wohl Pierre-Jean Porro. Sein Leben als Soldat der royalistischen Armeen führte ihn unter anderem nach Koblenz und Wien. Er ließ sich im Jahr 1800 für zwei Jahre in Hamburg nieder, wo einige seiner Werke veröffentlicht wurden. Auf der Reise nach Russland gab er im Dezember 1802 ein Konzert in Berlin. In Sankt Petersburg war er während zehn Jahren als Komponist und Gitarrist im Umfeld des Zarenhofes tätig. Vor dem Russlandfeldzug Napoleons kehrte er nach Frankreich zurück.
Lhoyer hinterließ eine beachtliche Anzahl an Kammermusik, welche insgesamt 38 Opusziffern umfasst; hauptsächlich sind dies Werke mit Gitarre. Viele seiner Werke waren Mitgliedern des russischen Hochadels gewidmet. Seine Werke werden 150 Jahre nach seinem Tod wieder vermehrt aufgeführt.